# Macrosolen amboinensis
Macrosolen amboinensis är en tvåhjärtbladig växtart som beskrevs av Danser. Macrosolen amboinensis ingår i släktet Macrosolen och familjen Loranthaceae. Inga underarter finns listade i Catalogue of Life.